# Estudi op. 25, núm. 1 (Chopin)

Inici de l'"Estudi op. 25 núm. 1" (Edició Urtext)

L'"Estudi op. 25 núm. 1", en la bemoll major, és el primer dels dotze Estudis op. 25 per a piano compostos per Frédéric Chopin; també se'l coneix com a Estudi "L'arpa eòlica". Aquest primer estudi data de l'any 1836, i l'obra de l'opus 25 aparegué publicada el 1837. La peça consisteix completament en arpegis ràpids i modulacions harmòniques al voltant de la tonalitat de la bemoll major.
Robert Schumann va elogiar aquesta obra en una dissertació sobre els Estudis de Chopin. El va qualificar com "un poema més que un estudi", i va proposar el nom alternatiu de "L'arpa eòlica". També se'l coneix com "El pastoret", arran d'un comentari de Kleczynski que afirmava que Chopin va aconsellar a un alumne que per interpretar l'obra imaginés un jove pastor tot refugiant-se en una gruta per evitar una tempesta i que tocava la melodia amb la seva flauta.